# Novoselets
Novoselets (bulgariska: Новоселец) är ett distrikt i Bulgarien.   Det ligger i kommunen Obsjtina Nova Zagora och regionen Sliven, i den centrala delen av landet, 230 km öster om huvudstaden Sofia.
Trakten runt Novoselets består till största delen av jordbruksmark. Runt Novoselets är det ganska glesbefolkat, med 43 invånare per kvadratkilometer.